# Boukary Adji
Boukary Adji (Tanout, 1939– Niamey, 4 de julio de 2018) fue un político nigerino, primer ministro de Níger desde el 30 de enero de 1996 hasta el 21 de diciembre de 1996.

## Carrera política
Adji nació en Tanout en la Región de Zinder. Estudió en Polonia en 1963, primero en la Universidad de Abiyán y después en el Centro de Estudios Financieros y banqueros en París. Fue nombrado director del Ministerio de Planificación a principios de la década de los 70 y se convirtió en director del Banco Central de los Estados de África Occidental (BCEAO) para Níger. En el gobierno, fue nombrado el 14 de noviembre de 1983 como ministro de Finanzas, argo qwue mantuvo hasta después de la muerte de Seyni Kountché en 1987. Posteriormente, ocupó el cargo fue de Vicegobernador del BCEAO.
He was named Prime Minister after Ibrahim Baré Maïnassara seized power in a January 1996 military coup.
He died in the Niger capital Niamey on 4 July 2018.